# 다이옥신

1,2-다이옥신(dioxin)

1,4-다이옥신(dioxin)

다이옥신(dioxin IPA: [daiáksən], 독일어: Dioxin)은 다음의 유기 화합물들을 가리킨다.
1. C4H4O2. 다이옥신에 2개의 2중 결합을 갖는 고리 불포화 에테르로, 1,4-다이옥신은 물에 녹지 않고 사염화탄소에 녹으며 묽은 산에서 안정적인 물질.[1]
2. 클로로다이벤조다이옥신의 속칭으로, 일반적으로는 2,3,7,8-테트라클로로다이벤조-p-다이옥신(2,3,7,8-TCD D)을 가리키는 환경오염물질.[1][2]
3. 이외에도 다이옥신과 비슷한 독성을 갖는 염소를 함유하는 유기 화합물을 통틀어 이르는 말로도 쓰인다.[2]

다이옥신은 제초제·살균제 또는 다른 시료를 생산할 때 불필요한 부산물로 생기는 화합물이다. 인간이 만들어낸 화합물 중에서 독성이 매우 큰 것의 하나이며 인간에게 발암이나 질병을 야기할 수 있다. 다이옥신은 쓰레기를 소각하면 생기기도 한다.
2,4,5-트리클로로페놀 등의 화합물들을 합성할 때에 불필요한 부산물로 생성된다. 예를 들면 2,4,5-트리클로로페놀 합성을 위한 반응물들의 혼합물이 180°C를 넘으면 발열반응이 일어나 약간의 다이옥신이 생성된다.
다이옥신의 누출사고는 과열이나 폭발에 따라 일어난 경우가 많다. 한 예로, 1976년에 이탈리아의 세베소에서 폭발이 발생하여 700여 명의 거주자들이 피난했으며 많은 동·식물들이 죽고 환경이 오염되는 사태가 일어났다.
2,4,5-트리클로로페놀은 제초제인 실벡스와 2,4,5-T(2,4,5-트리클로로페녹시아세트산)를 만드는 원료로 쓰인다. 2,4,5-T는 고엽제인 에이전트 오렌지의 주성분으로 미군이 베트남에서 사용했고, 미국에서는 철도·고속도로·송전선 주변 및 숲지역의 잡초를 죽이기 위해서도 쓰였다. 2,4,5-트리클로로페놀은 전에 탈취제와 비누에 사용되던 항균제인 헥사클로로펜을 만드는 데에 이용된다

Thermal generation of 1,4-dioxin

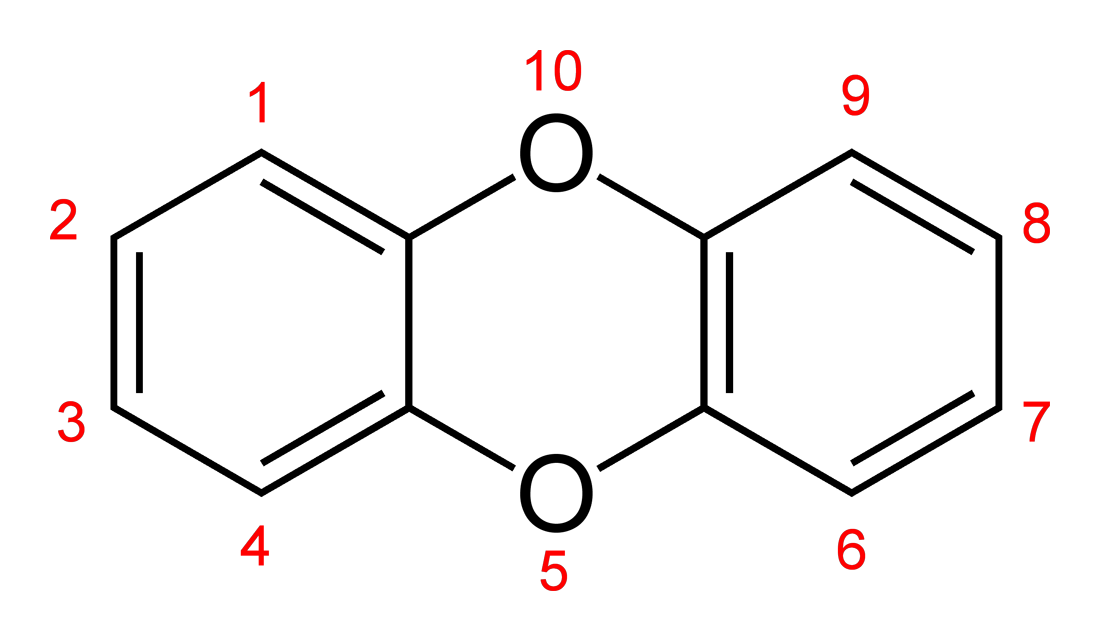
Dibenzo-p-dioxin

다이옥신은 베트남 전쟁에서 쓰였으며, 다이옥신 속 고엽제 때문에 많은 군인, 민간인 등이 죽거나 다쳤다.

## 같이 보기
- 고엽제